# Bezirk Horgen
Der Bezirk Horgen ist ein eher städtisch geprägter Bezirk im Kanton Zürich in der Schweiz.
Er umfasst im Wesentlichen das linke Ufer des Zürichsees und das Zürcher Sihltal. Im nördlichen Teil des Bezirks sind die Gemeinden teilweise mit der Stadt Zürich zusammengewachsen, während sich im südwestlichen Teil mit dem Sihlwald der grösste naturbelassene und zusammenhängende Laubmischwald des Mittellandes befindet.

## Politische Gemeinden
| Wappen           | PLZ       | Gemeindename     | Einwohner (31. Dezember 2023) | Fläche in km² | Einwohner pro km² |
| ---------------- | --------- | ---------------- | ----------------------------- | ------------- | ----------------- |
| Adliswil         | 8134      | Adliswil         | 19'707                        | 7,77          | 2536              |
| Horgen           | 8810      | Horgen           | 23'709                        | 30,82         | 769               |
| Kilchberg ZH     | 8802      | Kilchberg (ZH)   | 9438                          | 2,58          | 3658              |
| Langnau am Albis | 8135      | Langnau am Albis | 8157                          | 8,67          | 941               |
| Oberrieden       | 8942      | Oberrieden       | 5393                          | 2,79          | 1933              |
| Richterswil      | 8805      | Richterswil      | 14'209                        | 7,53          | 1887              |
| Rüschlikon       | 8803      | Rüschlikon       | 6275                          | 2,93          | 2142              |
| Thalwil          | 8800      | Thalwil          | 18'561                        | 5,51          | 3369              |
| Wädenswil        | 8820      | Wädenswil        | 25'753                        | 35,64         | 723               |
| Total (9)        | Total (9) | Total (9)        | 131'202                       | 104,24        | 1259              |

## Veränderungen im Gemeindebestand

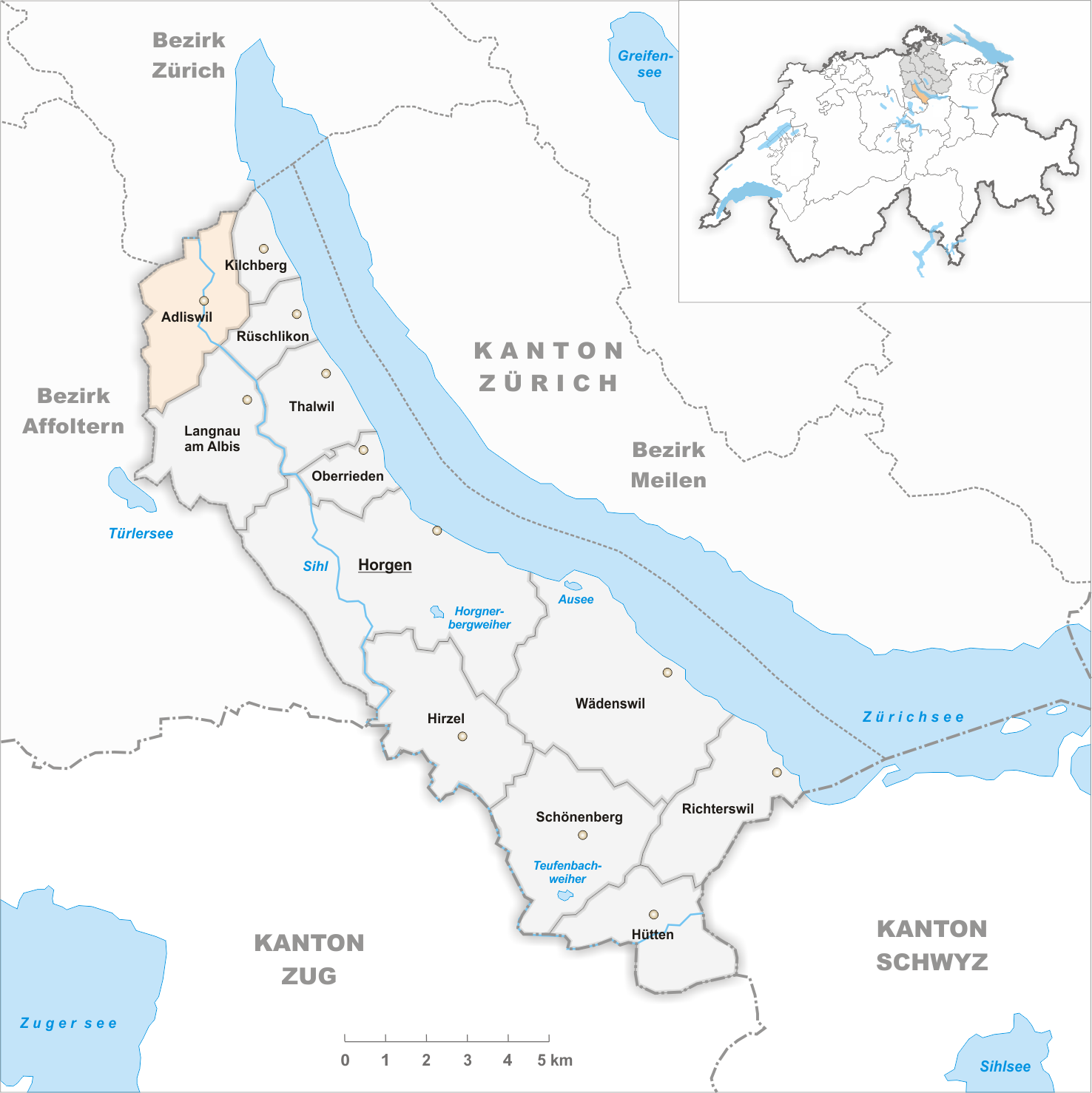
Gemeinden bis 1892
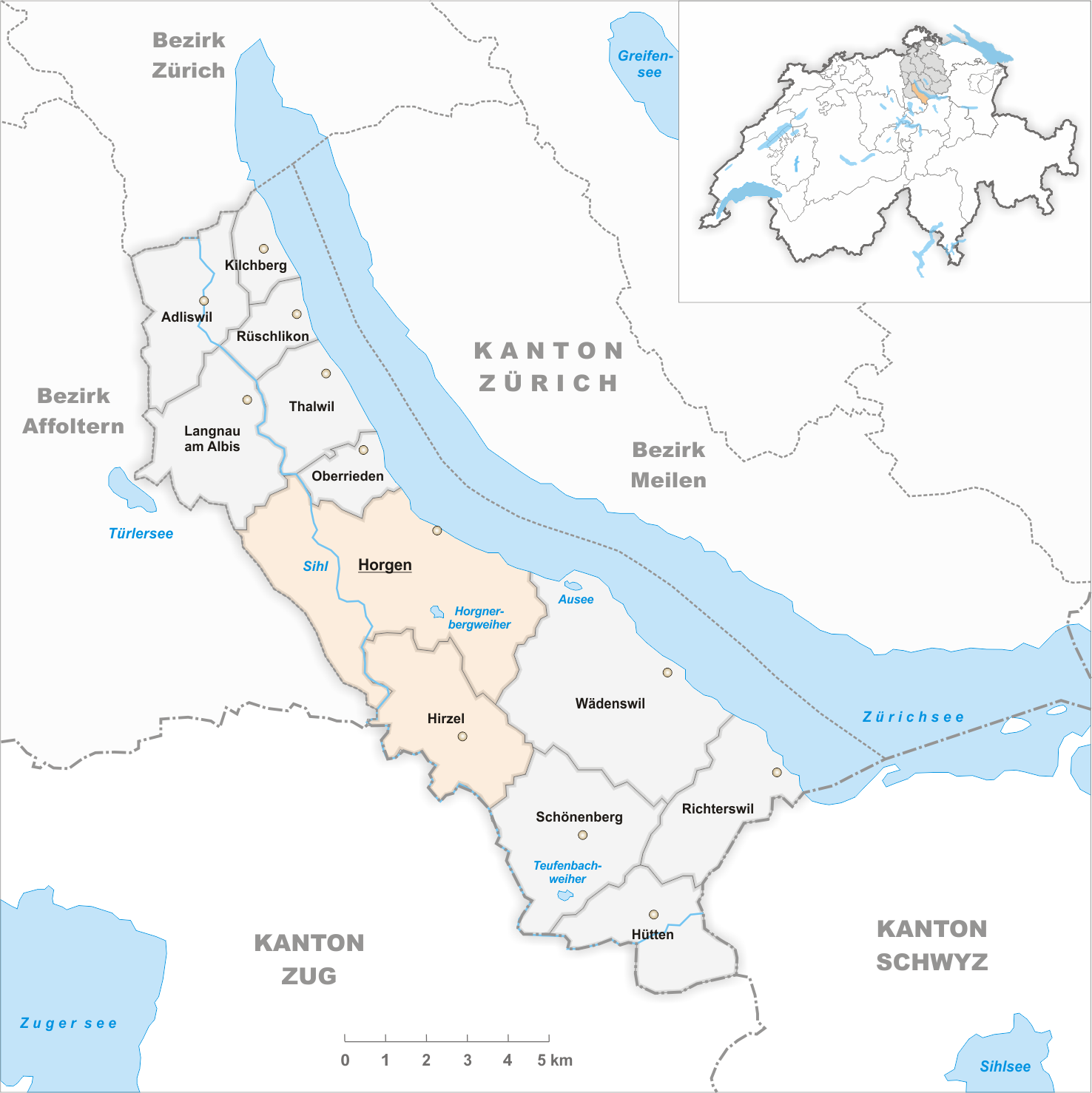
Gemeinden bis 2017
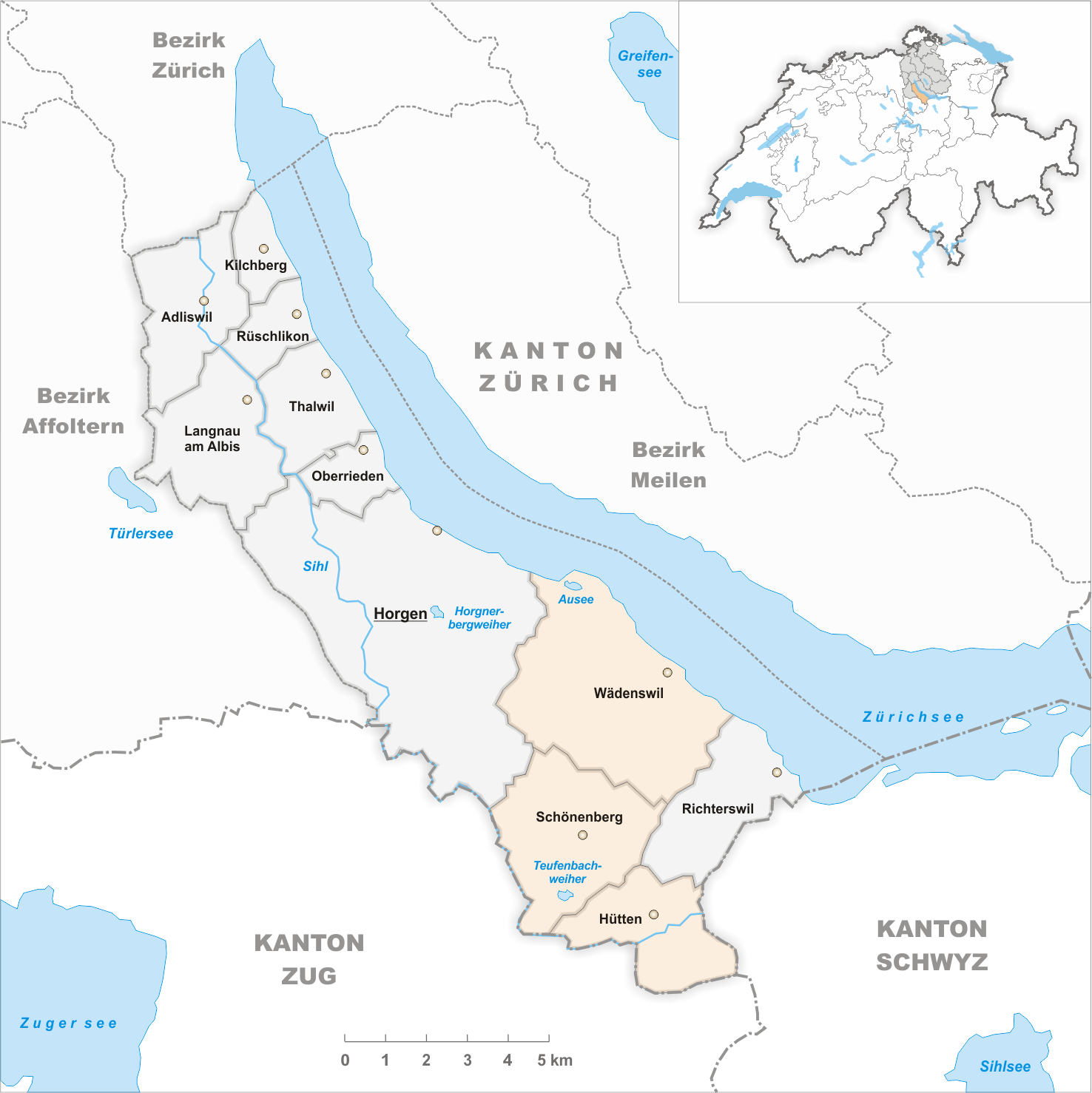
Gemeinden bis 2018

- 1893: Gebietsänderung Adliswil und Wollishofen (Bezirk Zürich)
- 2018: Fusion Hirzel und Horgen  →  Horgen
- 2019: Fusion Hütten, Schönenberg und Wädenswil  →  Wädenswil

## Zivilgemeinden
Es bestehen keine Zivilgemeinden mehr.

## Ortschaften
| PLZ  | Name der Ortschaft        | Gemeinde       |
| ---- | ------------------------- | -------------- |
|      | Oberleimbach              | Adliswil       |
|      | Sood                      | Adliswil       |
|      | Arn                       | Horgen         |
| 8816 | Hirzel                    | Horgen         |
|      | Höchi                     | Horgen         |
| 8815 | Horgenberg                | Horgen         |
|      | Käpfnach                  | Horgen         |
| 8812 | Oberdorf                  | Horgen         |
| 6340 | Sihlbrugg Dorf            | Horgen Baar ZG |
| 8135 | Sihlbrugg Station         | Horgen         |
| 8135 | Sihlwald                  | Horgen         |
|      | Spitzen                   | Horgen         |
| 8813 | Waldegg                   | Horgen         |
|      | Widenbach                 | Horgen         |
|      | Bendlikon                 | Kilchberg      |
| 8833 | Samstagern                | Richterswil    |
| 8824 | Tanne                     | Schönenberg    |
| 8136 | Gattikon                  | Thalwil        |
| 8804 | Au                        | Wädenswil      |
|      | Berg                      | Wädenswil      |
|      | Herrlisberg bei Wädenswil | Wädenswil      |
| 8824 | Hütten                    | Wädenswil      |
| 8825 | Schönenberg               | Wädenswil      |